# Ризький чорний бальзам
Ризький чорний бальзам (латис. Rīgas Melnais balzams) — темний міцний бальзам (45% об.) з насиченим і трохи гіркувато-солодким смаком, виробляється в Латвії.
Алкогольний напій Ризький бальзам відносять до категорії бітерів.
Його смак підкреслюється різними натуральними добавками, в тому числі липовим цвітом, березовими бруньками, малиною, брусницею, коренем імбиру. Ризький бальзам випускається у керамічних пляшках, які захищають вміст від сонячних променів і від різкого перепаду температур.
Ризький чорний бальзам був відомий в Європі вже в 1752 році.
Бальзам можна вживати як в чистому вигляді, так і з чаєм, кавою, морозивом, з льодом або в коктейлях.
Використовується бальзам і за своїм первісним призначенням — як ліки.

## Склад бальзаму

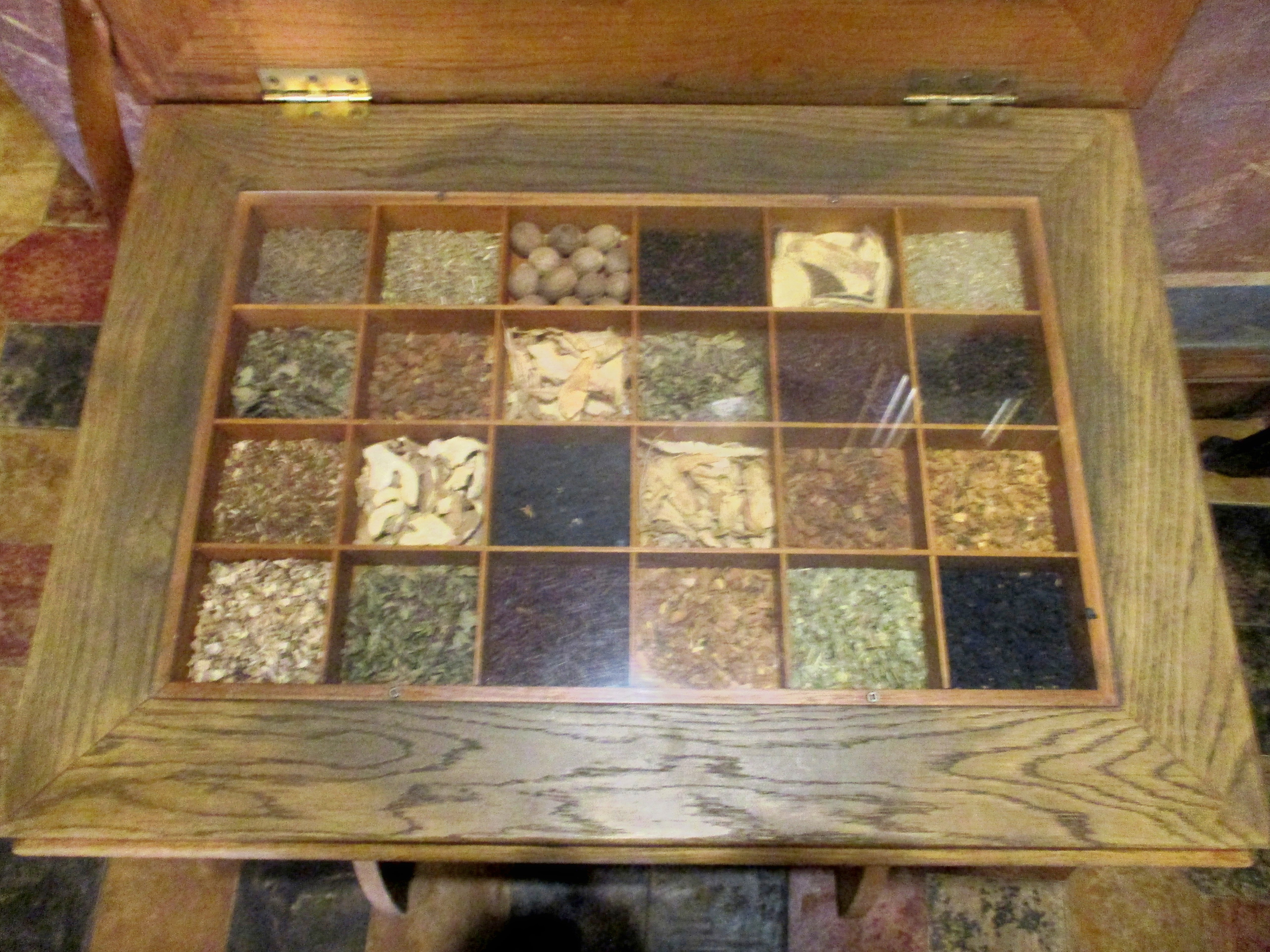
Склад Ризького чорного бальзаму

До складу бальзаму входить 24 інгредієнти. Основні з них — спеціально підготовлена вода, зерновий етиловий спирт вищої очистки, натуральний рослинний екстракт, перуанське бальзамне масло, цукор, коньяк, малина, чорниця, імбир, натуральний медовий ароматизатор.

## Історія

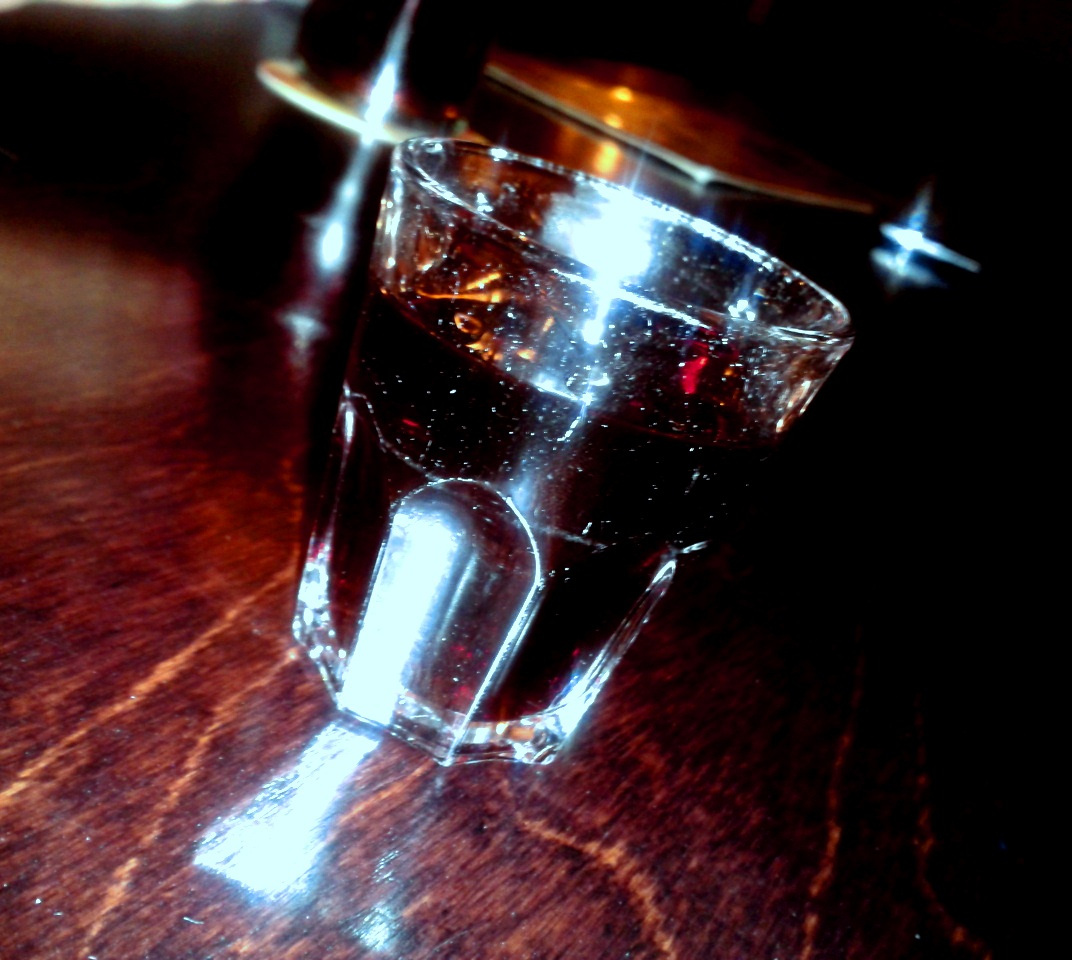
Ризький чорний бальзам

Як свідчить переказ, в середині XVIII століття ризький аптекар Абрахам Кунце на підставі старовинного рецепту горілчаного настою цілющих трав, що відноситься до XVII століття, виготовив «диво-бальзам», який під назвою «Бальзам Кунце» був запропонований у 1789 році як ліки російській імператриці Катерині II, яка страждала коліками.
Оцінивши цілющі властивості бальзаму, Катерина II дарувала Кунце привілей на його виготовлення. І починаючи з 1789 року в Росії щорічно відправлялося 300 тисяч керамічних пляшок цього напою.
Так з'явився лікувальний бальзам «Ризький Кунце» міцністю 16% об. До складу його входили: ароматична вода — 75%, спиртова настоянка — 22, 5% і настоянка шафрану 2, 5%.
Для одержання ароматичної води композицію з квітів лаванди, листя м'яти перцевої, розмарину і шавлії, плодів кропу, кори кориці заливали сумішшю 87% спирту (70 мл) і води (300 мл) і настоювали 24 год, а потім дистилювали і відбирали 200 мл ароматичної води.
У 1845 році промисловець Алберт Волшмідт заснував у Ризі завод для виробництва бальзаму. Рецептура напою, значною мірою ускладнена, була засекречена, підвищилася до 45 градусів міцність напою. З тих пір аж до Другої світової війни секрет приготування напою зберігали представники династії Шрадерів, які працювали на заводі майстрами. У 1939-му вони виїхали до Німеччини, не продавши секрет навіть тодішньому господарю підприємства.
В роки німецько-радянської війни рецепт був загублений і тільки в 1954 році відновлений. Його виробництво почалося на «Ризькому заводі лікеро-горілчаних виробів» (нині Latvijas Balzams).

## Нагороди і призи
З1860 по 1935 рр. на міжнародних виставках Ризький бальзам отримав 33 золоті та срібні медалі. Удостоєний Гран-прі на московській виставці «Продекспо-2006».

## Фальсифікації напою
Керамічні пляшки не захищають бальзам від підробок. У 1997 році був виявлений фальсифікований Ризький чорний бальзам, закритий пластмасовим короком, міцністю 50, 4% об. замість належних 45%. з вмістом пляшки, зовсім не відповідним латвійському напою.